# 里基茨号护航驱逐舰
里基茨号护航驱逐舰（英語：USS Ricketts，舷号：DE-254），是美国海军于第二次世界大战期间建造的一艘埃德索尔级护航驱逐舰，其舰名取自在珊瑚海海战中阵亡的荣誉勋章获得者米尔顿·欧内斯特·里基茨上尉。
该舰由里基茨的遗孀冠名，于1943年3月16日在德克萨斯州休斯敦布朗造船公司铺设龙骨，随后于5月10日下水。10月5日，里基茨号正式服役，交由格伦·L·罗林斯（Glenn L. Rollins）少校指挥。

## 设计与装备
埃德索尔级护航驱逐舰的设计与巴克利级护航驱逐舰类似，均采用长船体并建有较高的舰桥。该级护航驱逐舰配备3英寸（76毫米）50倍径单装主炮，后续曾计划更换为5英寸（127毫米）38倍径主炮，但最终没有实际执行。该级护航驱逐舰由4台费尔班克斯-莫尔斯38D8-1/8-10内燃机提供动力，总功率最高可达6000匹马力，最高航速21节。其燃料舱可携带312吨重油，在12节航速下航程可达11000海里。此外，该级舰船还配备有较完善的侦查搜索系统，包括SL或SU水面雷达、SA对空雷达、QC声呐系统以及用于监听潜艇无线电的HF/DF天线。

## 服役历史
服役后的里基茨号首先前往加尔维斯顿和新奥尔良装载设备，随后前往百慕大进行试航调整。1943年11月28日，她返回南卡罗来纳州查尔斯顿执行护航任务，随后进入船厂检修。12月9日，她启程前往纽约，随后于14日在当地加入护航舰队护送船团跨越大西洋前往北非。15日，里基茨号护送2艘装载出现延误的商船离港，20日，她们才成功追上船团。顺利抵达卡萨布兰卡后，里基茨号启程返航，最终于1944年1月24日回到纽约。
2月22日，里基茨号护送船队出发前往北欧，25日20时35分，舰上船员发现船团内有2艘商船发生碰撞，二者均严重受损并燃起大火。里基茨号随后靠近事发船只并从覆盖着油污的海水中救起了33名幸存者，事故调查结束后，该舰舰长因勇敢的营救行动获颁铜星勋章，另外2名军官和6名水兵获颁海军与海军陆战队勋章。返回舰队后，里基茨号接替马钱德号成为舰队旗舰，后者则护送其中一艘受损商船返回百慕大。3月6日，舰队抵达北爱尔兰福伊尔潟湖，12日，里基茨号启程返航，最终于22日抵达纽约。此后直至德国投降，里基茨号又完成了11次纽约至欧洲航线的护航任务。
1945年6月19日，里基茨号跟随第20护航中队前往切萨皮克湾和关塔那摩湾训练演习，7月7日，她经巴拿马运河进入太平洋，随后前往圣迭戈修整。20日，她离开港口独自前往夏威夷并于一周后抵达珍珠港，之后的一个月内，她都在附近海域接受训练。8月27日，里基茨号和其他9艘护航船只一同出发执行任务，9月3日，她们顺利抵达埃内韦塔克环礁。里基茨号随后被派往科斯雷岛和波纳佩岛解除当地日军武装并协助原住民返回村落。
10月14日，里基茨号返抵埃内韦塔克环礁并在附近巡逻，11月3日，她启程返回珍珠港。11月9日至24日，她在珍珠港接受训练，随后便启程返回美国东岸，最终于12月16日抵达布鲁克林造船厂。1946年1月23日，里基茨号驶抵格林科夫斯普林斯封存，随后于4月17日正式退役并加入美国海军预备舰队。1961年，她被转移至奥兰治封存，1972年11月1日，她自美国海军除籍，随后于1974年1月18日被出售拆解。

## 荣誉
里基茨号服役期间所获荣誉如下：
|  |  |  |
|  |  |  |

| 美国战役奖章 |                        |                        |
| 亚太战役奖章 | 欧洲-非洲-中东战役奖章 | 第二次世界大战胜利奖章 |

## 历任舰长
| 姓名       | 译名              | 军衔 | 所属军种       | 任职时间      |
| ---------- | ----------------- | ---- | -------------- | ------------- |
|            | 格伦·L·罗林斯     | 少校 | 美国海岸警卫队 | 1943年10月5日 |
|            | 路易斯·F·苏德尼克 | 上尉 | 美国海岸警卫队 | 1944年6月27日 |
|            | 小尤瑞尔·H·利奇   | 上尉 | 美国海岸警卫队 | 1945年9月5日  |
| 参考文献： |                   |      |                |               |